# Physocephala atronota
Physocephala atronota är en tvåvingeart som beskrevs av Camras 2001. Physocephala atronota ingår i släktet Physocephala och familjen stekelflugor.
Artens utbredningsområde är Uganda. Inga underarter finns listade i Catalogue of Life.